# Impact Wrestling A Night You Can’t Mist
A Night You Can’t Mist – gala wrestlingu, zorganizowana przez amerykańską federację Impact Wrestling we współpracy z House of Hardcore, która była transmitowana za pomocą platformy Impact Plus. Odbyła się 8 czerwca 2019 w 2300 Arena w Filadelfii.
Karta walk składała się z siedmiu pojedynków, w tym dwóch o tytuły mistrzowskie. W walce wieczoru The Great Muta i Tommy Dreamer pokonali Johnny’ego Impacta i Michaela Elgina. W innych pojedynkach Taya Valkyrie obroniła Impact Knockouts Championship po pokonaniu Jordynne Grace, natomiast Willie Mack zachował HOH Twitch Television Championship, zwyciężając Richa Swanna i Teddy’ego Harta.

## Wyniki walk
Zestawienie zostało oparte na źródłach:
| Nr                                 | Wyniki | Stypulacje                                           | Czas  |
| ---------------------------------- | --- | ---------------------------------------------------- | ----- |
| 1                                  | The Rascalz (Dez, Wentz i Trey) pokonali Ohio Versus Everything (Dave Crist, Jake Crist, Madman Fulton)          | Six Man Tag Team match                               | 7:55  |
| 2                                  | Moose pokonał Luchasaurusa                                                                                       | Singles match                                        | 9:00  |
| 3                                  | Guido Maritato pokonał Claytona Gainza (z Monet Dupree i Monique Dupree)                                         | Singles match                                        | 8:45  |
| 4                                  | Taya Valkyrie (c) (z Johnem E. Bravo) pokonała Jordynne Grace                                                    | Singles match o Impact Knockouts Championship        | 10:45 |
| 5                                  | Willie Mack (c) pokonał Richa Swanna i Teddy’ego Harta                                                           | Three Way match o HOH Twitch Television Championship | 10:20 |
| 6                                  | Sami Callihan pokonał Eddiego Edwards                                                                            | South Philly Street Fight match                      | 17:15 |
| 7                                  | The Great Muta i Tommy Dreamer pokonali Johnny’ego Impacta i Michaela Elgina (z Johnem E. Bravo i Tayą Valkyrie) | Tag Team match                                       | 20:10 |
| (c) – mistrz/mistrzyni przed walką | |                                                      |       |